# 薛飞 (电视主播)
薛飞（1958年—），祖籍四川，出生于北京，中华人民共和国播音员、企业家、教师。

## 生平
薛飞生于1958年，成长于在北京的一个四合院胡同里。他的父亲是总政歌舞团的职业舞蹈演员，后来任舞蹈编导。薛飞自幼喜欢文艺，高中毕业后盼望考取部队下属的话剧团体，但未果。因为不愿上山下乡，从1975年起，薛飞在家躲了一年多。1977年，薛飞考入北京广播学院（现中国传媒大学）新闻系播音专业，和杜宪等人是同班同学，1982年毕业。他们是“文革”结束后北京广播学院统招的首届大学生。1982年毕业后，薛飞、杜宪一道被分配到中国中央电视台工作。起初两人承担《新闻联播》20分钟的国内新闻录制工作。后来随着赵忠祥、刘佳、吕大渝等老一辈播音员离开工作一线，薛飞和杜宪成为《新闻联播》的主要播音员。此外，薛飞曾为大型科教片《宇宙》、大型纪录片《黄河》等电视节目担任解说，还曾任1988年中国中央电视台春节联欢晚会、第一届及第二届全国青年歌手电视大奖赛、庆祝中华人民共和国成立35周年阅兵游行和焰火文艺晚会等大型活动电视转播的主持人。薛飞曾三次随中国国家领导人出国访问。
正值1989年的六四事件，当年6月5日的《新闻联播》中，当时的薛飞与李瑞英搭档。其中薛飞在播报时双目凝重、有气无力。在事件之后，他与杜宪因同情学生都被调离《新闻联播》节目组。薛飞常被误以为是和杜宪搭档主播1989年6月4日中国人民解放军戒严部队開入天安門廣場清场当晚的《新闻联播》节目，其实这一说是坊间人士和网络盛传的以讹传讹所为，而实际上当晚和杜宪搭档主播的是另一位播音员张宏民。
被调离《新闻联播》节目组播音员岗位的薛飞，调入中国中央电视台专题部《神州风采》节目组担任纪录片编辑，中国中央电视台还为薛飞起笔名“白墨”。当时中国中央电视台领导给薛飞规定了三个不允许：不许出声音（包括电视节目配音）、不许出图像、不许外出采访。数月后，中国中央电视台才通知薛飞可以外出采访。
1990年代初，中国掀起赴东欧经商的热潮。因匈牙利和中国互免签证，所以这波出国潮集中在匈牙利。1990年1月4日，薛飞的妻子（王羽）先行从北京飞赴匈牙利投奔亲属。半年后，薛飞的儿子（坎坎）也随薛飞的岳母（张百英）飞赴匈牙利。1991年末，经中国中央电视台台长黄惠群同意，薛飞通过全国人才交流中心办理了出国手续（因中华人民共和国广播电影电视部不给薛飞直接办理出国手续），正式离开中国中央电视台。1992年2月3日（农历大年三十），薛飞独自从北京飞往匈牙利，和妻儿团聚。在飞赴匈牙利的飞机上，薛飞读到了邓小平南巡讲话。
在薛飞抵达匈牙利之前半年多，薛飞的妻子及内弟已在匈牙利陶陶共同开办了一家中国餐馆，另外还办了一家快餐店。此外薛飞和原先在北京的朋友们共同投资在匈牙利开办了一家公司，薛飞任董事长，公司为这两家餐馆追加投资，试图以这两家餐馆起步事业，但不久公司内部即发生矛盾而解体，两家餐馆三年后倒闭。公司解体后，薛飞同妻子及内弟全家改在陶陶等地的集贸市场（匈牙利语称“比奥茨”）摆摊。后来开了商店。经济宽裕后，薛飞和家人在陶陶建成一座占地面积约700多平方米的别墅。
1997年，薛飞投资拍摄完成20集电视连续剧《多瑙河·黄太阳》，内容反映匈牙利华人生活，由白羽、薛飞联合执导，陈宝国、李勇勇、李鸣、傅丽莉主演。1997年该剧在中国发行时，恰逢中国一些电视台推出限价政策，被薛飞预估为10万到20万元人民币一集的电视剧，价格降至一两万元人民币一集，这导致薛飞欠下80多万元人民币债务。
2001年，薛飞回中国定居。同年，薛飞组建“思达路文化艺术培训学校”，2004年该学校更名为“北京薛飞传媒艺术工作室”。该工作室先后与多家学校合作办学。
2003年，薛飞开始和中华女子学院合作，在中华女子学院艺术系开办主持与播音专业，2004年正式招收高职生。2005年，又开办人物形象设计专业；2006年，增加表演、编导等专业；2007年，主持与播音专业开始招收本科生。后来，北京薛飞传媒艺术工作室与中华女子学院高等职业教育学院合作办学。
此外，北京薛飞传媒艺术工作室还与中国劳动关系学院高职学院合作，开办播音与主持专业。
薛飞和王羽两人已离婚。根据中华女子学院文化传播学院2019年发布的介绍页面，薛飞在该校的头衔为中华女子学院文化传播学院荣誉教授、播音指导。薛飞也曾多次参加朗诵会活动。